# Kabupaten de Takalar
Le kabupaten de Takalar, en indonésien Kabupaten Takalar, est un kabupaten de la province indonésienne de Sulawesi du Sud dans l'île de Célèbes. Son chef-lieu est Pattalassang.